# Richard Porta
Richard Aníbal Porta Candelaresi, mais conhecido como Richard Porta (Sydney, 1 de agosto de 1983), é um futebolista australiano naturalizado uruguaio que atua como atacante. Atualmente joga pelo Nacional.

## Títulos
River Plate
- Campeonato Uruguaio da Segunda Divisão (1): 2004

Nacional
- Campeonato Uruguaio (2): 2010-11 e 2011-12